# Pontaubault
Pontaubault est une commune française, située dans le département de la Manche en région Normandie, peuplée de 576 habitants.

## Géographie
La commune est située au sud-ouest de l'Avranchin, au fond de la baie du mont Saint-Michel, bordant l'estuaire de la Sélune. Son bourg est à 5 km à l'ouest de Ducey, à 6,5 km au sud d'Avranches, à 13 km au nord de Saint-James et à 15 km au nord-est de Pontorson. Couvrant 194 hectares, le territoire de Pontaubault est le moins étendu de l'arrondissement d'Avranches.
La gare ferroviaire, qui se situe sur la ligne Lison-Dol de Bretagne, est abandonnée. Elle est le point de bifurcation d'une ancienne ligne (ligne Domfront - Pontaubault) qui est maintenant une voie verte.
|        | La Manche (estuaire de la Sélune) |         |
| Céaux  | Pontaubault                       | Poilley |
| Précey | Juilley                           |         |

### Hydrographie
La commune est située dans le bassin Seine-Normandie. Elle est drainée par la Sélune,.
La Sélune, d'une longueur de 85 km, prend sa source dans la commune de Saint-Cyr-du-Bailleul et se jette  dans la Sée en limite de Courtils et de Vains, après avoir traversé 15 communes. 

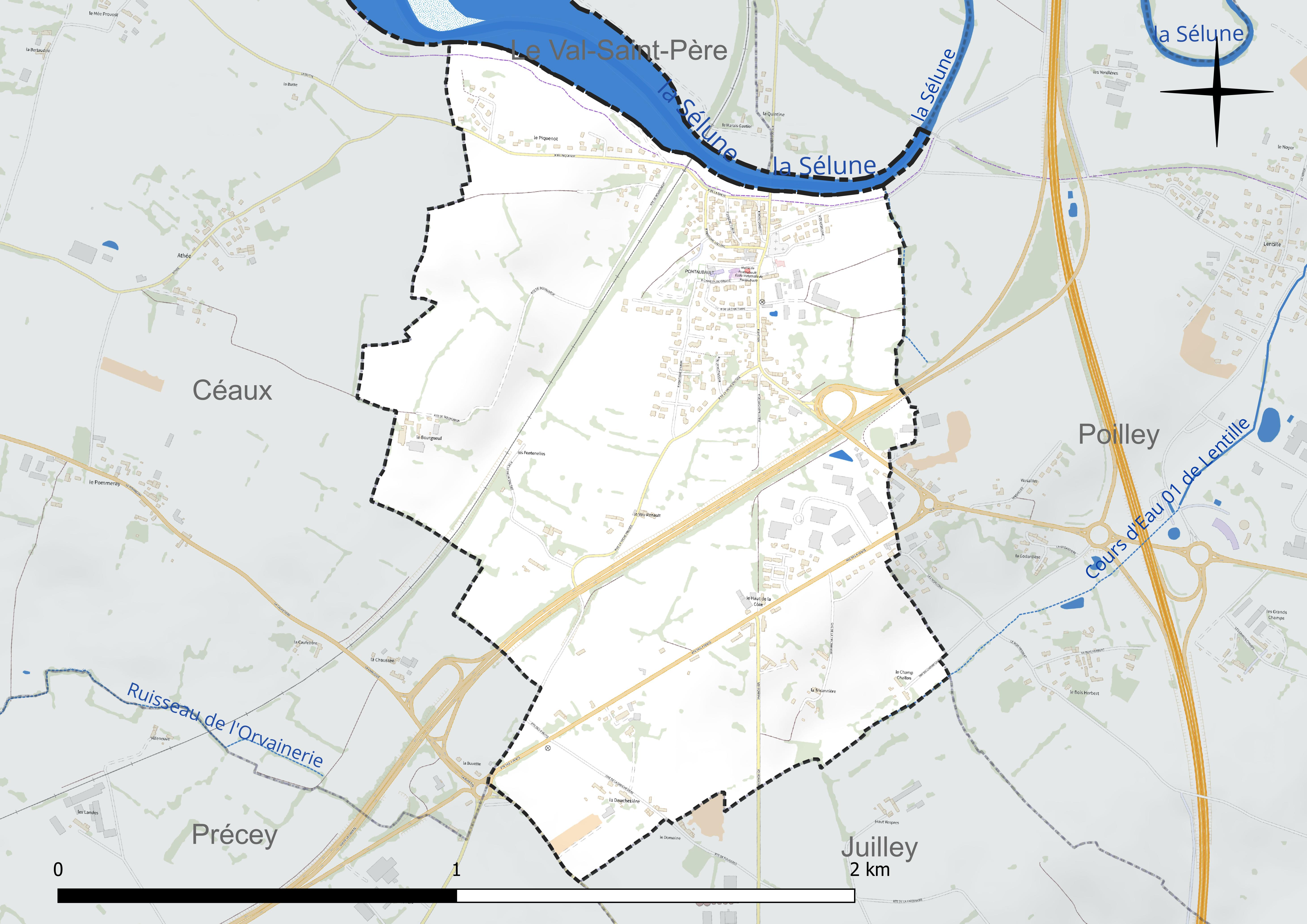
Réseau hydrographique de Pontaubault.

### Climat
Pour des articles plus généraux, voir Climat de la Normandie et Climat de la Manche.
En 2010, le climat de la commune est de type climat océanique franc, selon une étude du CNRS s'appuyant sur une série de données couvrant la période 1971-2000. En 2020, Météo-France publie une typologie des climats de la France métropolitaine dans laquelle la commune est exposée à un climat océanique et est dans la région climatique  Bretagne orientale et méridionale, Pays nantais, Vendée, caractérisée par une faible pluviométrie en été et une bonne insolation. Parallèlement le GIEC normand, un groupe régional d’experts sur le climat, différencie quant à lui, dans une étude de 2020, trois grands types de climats pour la région Normandie, nuancés à une échelle plus fine par les facteurs géographiques locaux. La commune est, selon ce zonage, exposée à un « climat maritime », correspondant au Cotentin et à l'ouest du département de la Manche, frais, humide et pluvieux, où les contrastes pluviométrique et thermique sont parfois très prononcés en quelques kilomètres quand le relief est marqué.
Pour la période 1971-2000, la température annuelle moyenne est de 11,3 °C avec une amplitude thermique annuelle de 11,8 °C. Le cumul annuel moyen de précipitations est de 758 mm, avec 13 jours de précipitations en janvier et 7,6 jours en juillet. Pour la période 1991-2020, la température moyenne annuelle observée sur la station météorologique la plus proche, située sur la commune de Pontorson à 14 km à vol d'oiseau, est de 11,9 °C et le cumul annuel moyen de précipitations est de 821,3 mm,. Pour l'avenir, les paramètres climatiques de la commune estimés pour 2050 selon différents scénarios d’émission de gaz à effet de serre sont consultables sur un site dédié publié par Météo-France en novembre 2022.

## Urbanisme

### Typologie
Au 1er janvier 2024, Pontaubault est catégorisée commune rurale à habitat dispersé, selon la nouvelle grille communale de densité à sept niveaux définie par l'Insee en 2022.
Elle est située hors unité urbaine. Par ailleurs la commune fait partie de l'aire d'attraction d'Avranches, dont elle est une commune de la couronne,. Cette aire, qui regroupe 32 communes, est catégorisée dans les aires de moins de 50 000 habitants,.
La commune, bordée par la Manche, est également une commune littorale au sens de la loi du 3 janvier 1986, dite loi littoral. Des dispositions spécifiques d’urbanisme s’y appliquent dès lors afin de préserver les espaces naturels, les sites, les paysages et l’équilibre écologique du littoral, tel le principe d'inconstructibilité, en dehors des espaces urbanisés, sur la bande littorale des 100 mètres, ou plus si le plan local d’urbanisme le prévoit.

### Occupation des sols
L'occupation des sols de la commune, telle qu'elle ressort de la base de données européenne d’occupation biophysique des sols Corine Land Cover (CLC), est marquée par l'importance des territoires agricoles (79,3 % en 2018), en diminution par rapport à 1990 (82,7 %). La répartition détaillée en 2018 est la suivante : zones agricoles hétérogènes (51,1 %), terres arables (28,2 %), zones urbanisées (20,4 %), zones humides côtières (0,3 %). L'évolution de l’occupation des sols de la commune et de ses infrastructures peut être observée sur les différentes représentations cartographiques du territoire : la carte de Cassini (XVIIIe siècle), la carte d'état-major (1820-1866) et les cartes ou photos aériennes de l'IGN pour la période actuelle (1950 à aujourd'hui).

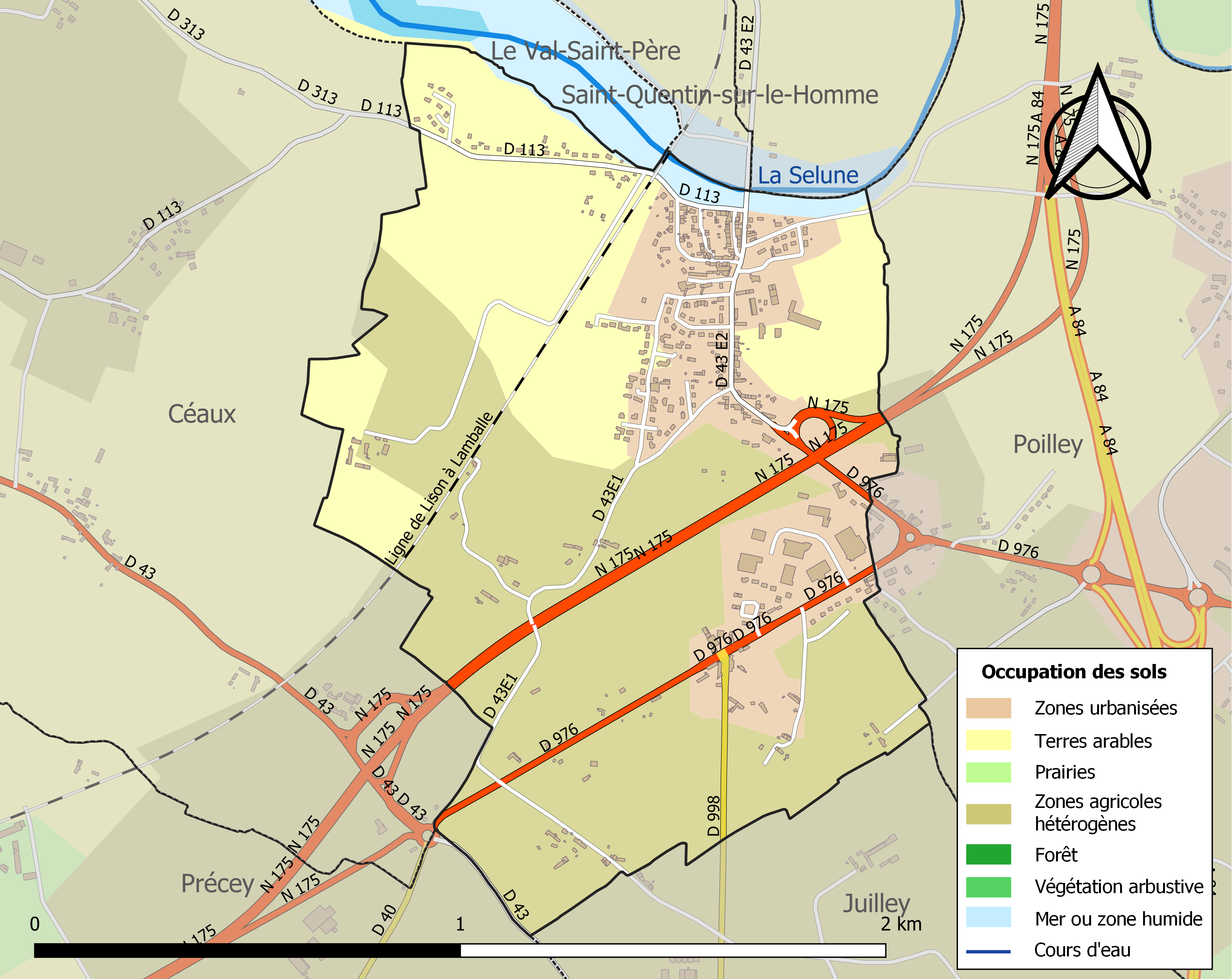
Carte des infrastructures et de l'occupation des sols de la commune en 2018 (CLC).

## Toponymie
Le nom de la localité est attesté sous les formes de Pontabaudo vers 1140, de Pontalbalto vers 1145, Pontalbalt vers 1150, Pons Aubaudi en 1179.
Le toponyme est issu du latin pons, « pont », et d'un anthroponyme, germanique selon Charles Rostaing qui mentionne Ali-bald.
Le gentilé est Pontaubaltais.

## Histoire
La commune s'est établie sur une voie romaine.
En 1793, la commune fut le lieu de combats entre les Chouans et les Bleus.

### Seconde Guerre mondiale

#### Un Oradour évité
Dans le village une plaque rappelle l'héroïsme de l'Alsacien François Mutschler qui réussit à sauver la vie de nombreux habitants. On peut lire :

« Le 3 février 1944 à trois heures du matin, les soldats allemands réveillent la population endormie qui sera dirigée et enfermée dans l'église à la suite des déraillements de trois trains de munitions et de troupes près du pont de la Sélune.
Les absents seront désignés comme suspects. Des otages seront choisis et exécutés. Il manque treize personnes. Les habitants doivent leur salut à un soldat allemand qui servait d'interprète. Son cœur battait français. Il parvient à escamoter les noms. Il bredouille en lisant et annonce finalement qu'il ne manque personne. Les Allemands renoncent. Ils laissent les habitants rentrer chez eux.
Par son courage, ce soldat sauva plusieurs vies humaines ; celles de gens qui auraient dû être fusillés sous prétexte que des sabotages venaient du village.
Dans une lettre datée du 25 septembre 1945, cet humble et courageux soldat écrivait : « Ce que j'ai fait dans votre village était normal puisque j'étais alsacien et enrôlé de force dans la Wehrmacht, j'ai fait mon possible pour la France tant que j'ai pu car sous l'uniforme vert battait le bleu, le blanc et le rouge ». »

Le 19 octobre 2013 un espace à son nom a été inauguré.

#### Libération
Au mois de juillet 1944, à la suite des nombreux bombardements, l'église fut détruite.
Le 25 juillet, à la suite de l'opération Cobra, les troupes américaines après avoir piétiné pendant des semaines dans le bocage lors de la bataille des Haies, progressent rapidement vers le sud du Cotentin. Elles atteignent Avranches le 30 et le lendemain, le Brigadier General Dager envoie des éléments du Combat Command B de la 4e division blindée américaine sur Pontaubault. Ils découvrent alors que le pont sur la Sélune est endommagé mais utilisable. Ce pont est la voie d'accès vers la Bretagne. Ils franchissent le pont et repoussent une attaque allemande de la Kampfgruppe Bacherer. Le général Patton allait prendre officiellement le lendemain le commandement de la 3e armée américaine qui avait débarqué quelques jours plus tôt en Normandie. Apprenant la nouvelle de la prise du pont, il ordonna au général Middleton de le faire franchir par la 4e et la 6e divisions blindées. Il fera passer dans les jours suivants sur le pont toutes ses troupes disponibles. Plus de huit divisions vont ainsi le franchir en 72 heures.

## Politique et administration
| Période                                  | Période   | Identité          | Étiquette | Qualité                        |
| ---------------------------------------- | --------- | ----------------- | --------- | ------------------------------ |
| 1986                                     | mars 2001 | Joseph Laurent    |           |                                |
| mars 2001                                | En cours  | Michel Perrouault | SE        | Éducateur technique spécialisé |
| Les données manquantes sont à compléter. |           |                   |           |                                |

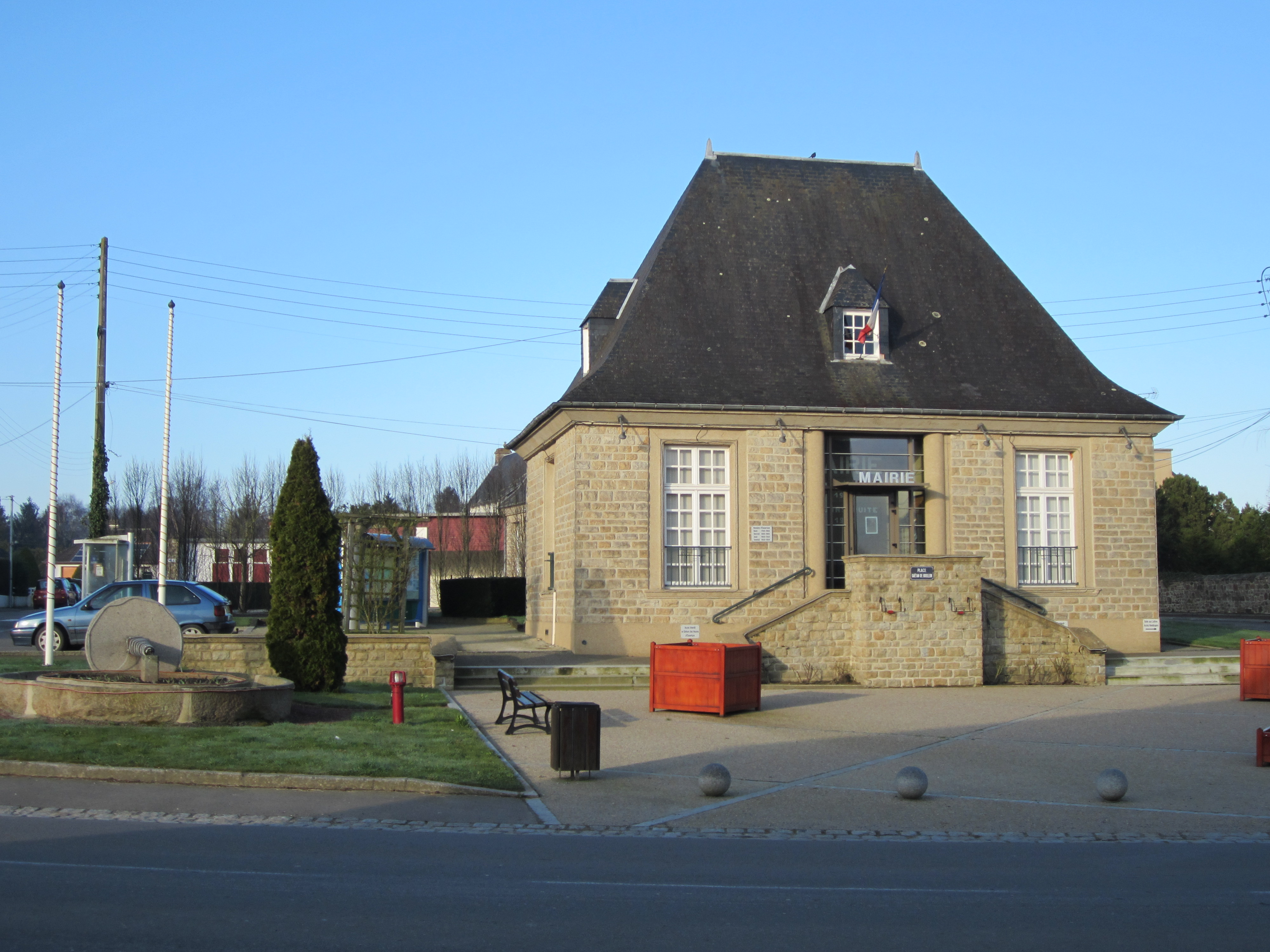
La mairie.

Le conseil municipal est composé de quinze membres dont le maire et trois adjoints.

## Démographie
L'évolution du nombre d'habitants est connue à travers les recensements de la population effectués dans la commune depuis 1793. Pour les communes de moins de 10 000 habitants, une enquête de recensement portant sur toute la population est réalisée tous les cinq ans, les populations de référence des années intermédiaires étant quant à elles estimées par interpolation ou extrapolation. Pour la commune, le premier recensement exhaustif entrant dans le cadre du nouveau dispositif a été réalisé en 2005.
En 2022, la commune comptait 576 habitants, en évolution de +6,27 % par rapport à 2016 (Manche : −0,31 %, France hors Mayotte : +2,11 %).
Pontaubault aurait compté jusqu'à 567 habitants en 1836,.
| 1793 | 1800 | 1806 | 1821 | 1831 | 1836 | 1841 | 1846 | 1851 |
| ---- | ---- | ---- | ---- | ---- | ---- | ---- | ---- | ---- |
| 303  | 336  | 367  | 330  | 344  | 567  | 367  | 367  | 406  |

| 1856 | 1861 | 1866 | 1872 | 1876 | 1881 | 1886 | 1891 | 1896 |
| ---- | ---- | ---- | ---- | ---- | ---- | ---- | ---- | ---- |
| 389  | 379  | 379  | 374  | 372  | 374  | 396  | 383  | 357  |

| 1901 | 1906 | 1911 | 1921 | 1926 | 1931 | 1936 | 1946 | 1954 |
| ---- | ---- | ---- | ---- | ---- | ---- | ---- | ---- | ---- |
| 330  | 342  | 327  | 306  | 335  | 331  | 334  | 281  | 290  |

| 1962 | 1968 | 1975 | 1982 | 1990 | 1999 | 2005 | 2006 | 2010 |
| ---- | ---- | ---- | ---- | ---- | ---- | ---- | ---- | ---- |
| 375  | 375  | 483  | 473  | 492  | 445  | 469  | 469  | 472  |

| 2015 | 2020 | 2022 | - | - | - | - | - | - |
| ---- | ---- | ---- | - | - | - | - | - | - |
| 533  | 576  | 576  | - | - | - | - | - | - |

## Lieux et monuments

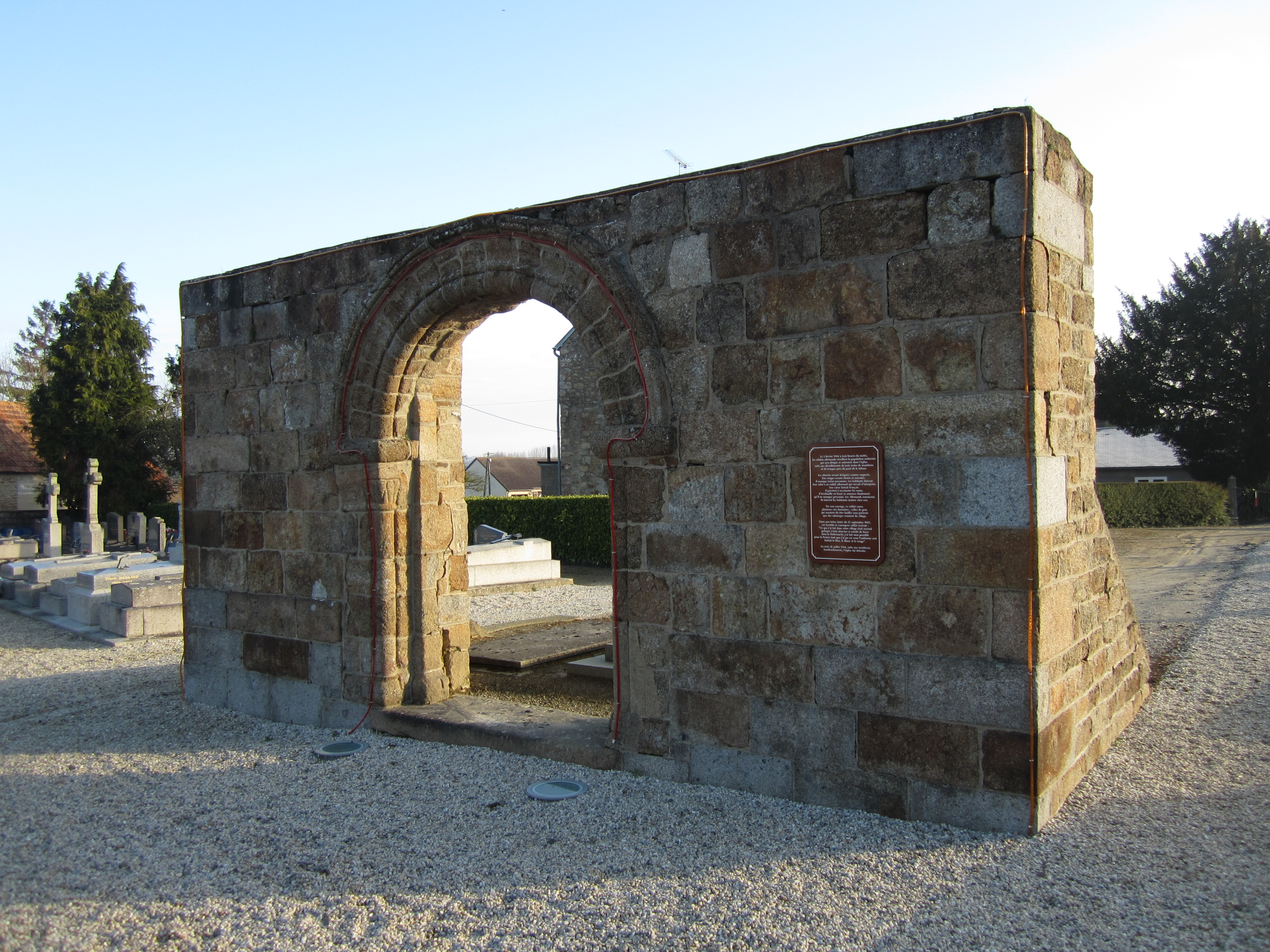
Le portail de l'ancienne église.

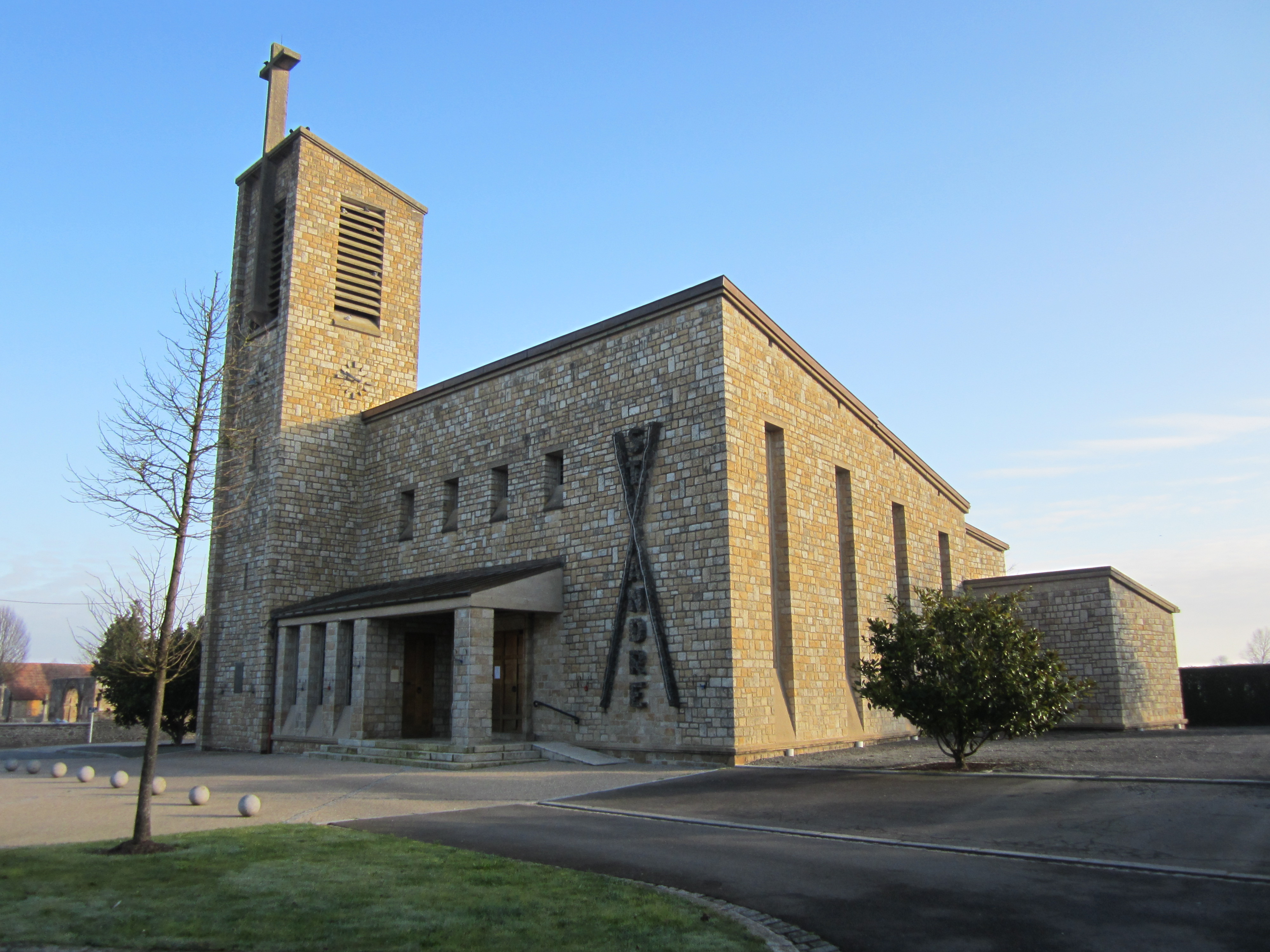
La nouvelle église Saint-André.

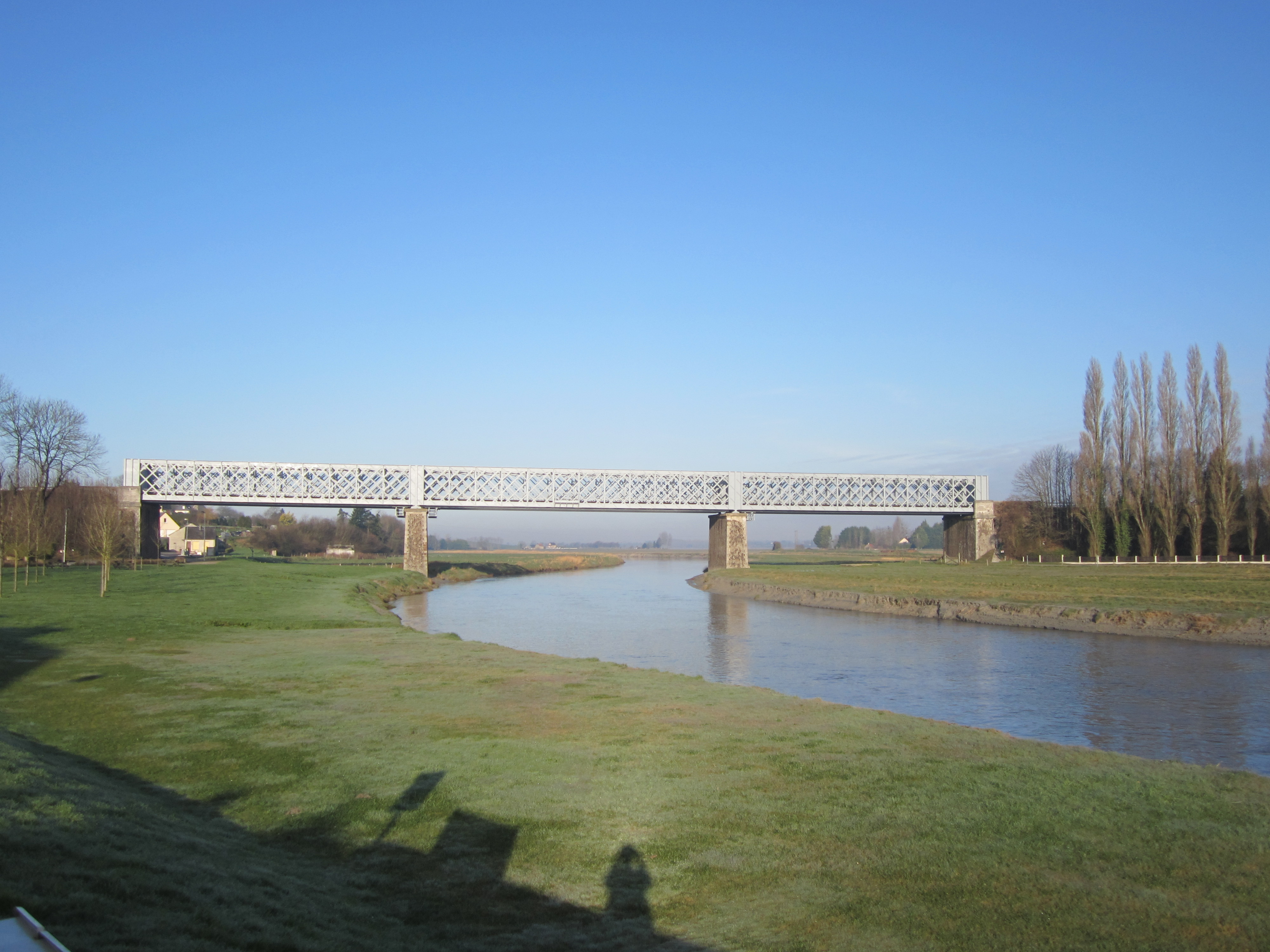
Viaduc en service enjambant la Sélune.

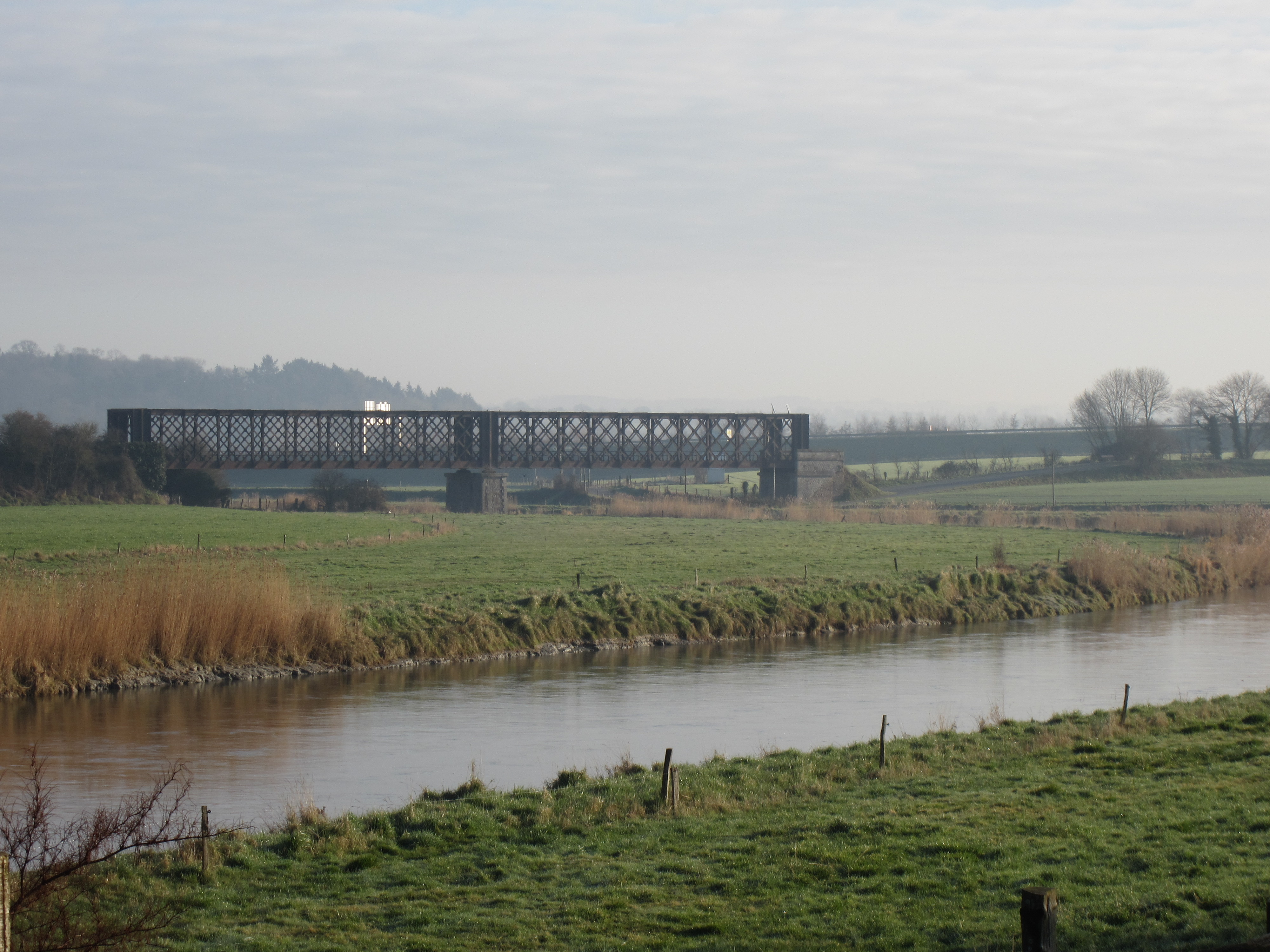
L'ancien viaduc ferroviaire.

- Église Saint-André. Détruite en 1944, elle a été reconstruite en 1956 selon les plans de Louis Cornille. Elle abrite des vitraux d'André Ripeau, peintre-verrier, une cuve baptismale et support du cierge pascal en granit (XVe)[35].
- Vestiges dans le cimetière d'un mur avec un portail roman en plein cintre de l'ancienne église.
- Vieux pont sur la Sélune, entre Bretagne et Normandie, qui fut de tous temps un passage stratégique, et qui aurait été construit à l'époque d'Anne de Bretagne. Deux plaques rappellent son importance stratégique les 31 juillet, 1er et 2 août 1944 quand Patton lance ses divisions vers la Bretagne[35].

## Personnalités liées à la commune
- Louis Ravalet (Pontaubault, 1924 - 2009), coauteur de Pontaubault 1944 : naissance d'une amitié franco-américaine avec W.H. Turner[36], fondateur de la maison médicale de Saint-James.